# Trifarotene
Il trifarotene, commercializzato con il nome di Aklief dall'azienda farmaceutica Galderma, è un farmaco per il trattamento topico dell'acne vulgaris. È un retinoide, in particolare un agonista selettivo del recettore gamma dell'acido retinoico (RAR-γ) di quarta generazione.

## Farmacologia
Il meccanismo d'azione del trifarotene è principalmente legato alla sua attività come agonista selettivo del recettore gamma dell'acido retinoico (RAR-γ). Questa selettività lo distingue dai retinoidi di generazioni precedenti e contribuisce al suo profilo di sicurezza favorevole.

### Farmacocinetica
Il trifarotene, applicato localmente, ha una bassa concentrazione sistemica, raggiungendo lo stato stazionario dopo 2 settimane di applicazione giornaliera. Una volta assorbito, si lega ampiamente alle proteine plasmatiche, limitando la sua distribuzione nei tessuti.
È metabolizzato principalmente dagli enzimi epatici CYP2C9, CYP3A4, CYP2C8 e, in misura minore, da CYP2B6. Esso mostra una rapida degradazione nei microsomi epatici ma una buona stabilità nei cheratinociti, suggerendo un'azione prevalentemente locale.

### Farmacodinamica
Il trifarotene agisce come un agonista selettivo del recettore gamma dell'acido retinoico (RAR-γ). Questa selettività per RAR-γ, l'isoforma predominante nella pelle, lo differenzia dai retinoidi di generazione precedente e contribuisce al suo profilo di sicurezza favorevole.

#### Effetti sull'espressione genetica
Il legame del trifarotene al RAR-γ modula l'espressione di geni coinvolti in diversi processi cutanei:
- Regola la crescita e la maturazione delle cellule della pelle, promuovendo un normale turnover cellulare e prevenendo l'ostruzione dei follicoli piliferi;
- Riduce l'infiammazione associata all'acne, modulando l'espressione di citochine pro-infiammatorie;
- Indebolise l'adesione tra i cheratinociti, facilitando la desquamazione e contribuendo a liberare i pori ostruiti;
- Regola l'attività delle metalloproteinasi di matrice (MMP), enzimi coinvolti nella degradazione di proteine della matrice extracellulare, con un potenziale impatto positivo sulla texture e il rimodellamento della pelle;
- Migliora l'idratazione cutanea, influenzando la funzione della barriera cutanea e l'espressione di proteine come l'acquaporina-3.[1]

#### Effetti anti-acne
Il trifarotene ha dimostrato in vitro proprietà anti-comedogeniche, antipigmentanti e antinfiammatorie, che contribuiscono al suo effetto terapeutico sull'acne. È stato anche osservato che il trifarotene possiede una maggiore attività comedolitica rispetto ad altri retinoidi come tazarotene e adapalene in un modello murino.

## Effetti collaterali
Negli studi clinici di fase III, il 7,5% dei pazienti trattati ha riportato irritazione nel sito di applicazione, rispetto allo 0,3% dei pazienti trattati con placebo. L'irritazione può manifestarsi come eritema, secchezza, desquamazione, bruciore o prurito (riportato da più dell'1% dei pazienti).
Negli gli stessi studi, il 2,6% dei pazienti trattati ha riportato scottature solari, rispetto allo 0,5% dei pazienti trattati con placebo. Può infatti verificarsi un aumento della fotosensibilità, rendendo la pelle più vulnerabile alle scottature.
È importante sottolineare che la maggior parte di questi effetti collaterali è di lieve o moderata intensità e tende a diminuire con il tempo man mano che la pelle si abitua al trattamento. I sintomi di irritazione raggiungono la massima gravità entro la prima settimana di trattamento per le lesioni facciali e tra la seconda e la quarta settimana per le lesioni del tronco, per poi attenuarsi gradualmente.
Raramente si segnalano effetti collaterali più gravi, come dermatite allergica, dolore ed erosione cutanea nel sito di applicazione. In uno studio di fase III a lungo termine, gli eventi avversi correlati al trattamento si sono verificati nel 12,6% dei pazienti, principalmente nei primi 3 mesi di trattamento. Questi effetti erano per lo più di lieve o moderata entità e hanno portato all'interruzione del trattamento in circa l'1,9% dei soggetti.